# Remigio Crescini
Remigio Crescini, O.S.B., italijanski rimskokatoliški duhovnik, škof in kardinal, * 5. maj 1757, Piacenza, † 20. julij 1830.

## Življenjepis
23. junija 1828 je bil imenovan za škofa Parme in 6. julija istega leta je prejel škofovsko posvečenje.
27. julija 1829 je bil povzdignjen v kardinala.